# Nihonga
Nihonga (jap. 日本画) – termin na określenie malarstwa japońskiego, powstałego z użyciem tradycyjnych technik i materiałów malarskich (tuszu, papieru itp.) w odróżnieniu od malarstwa w stylu zachodnim (yōga), czerpiącego z europejskiej tradycji i technik (np. olejnej).

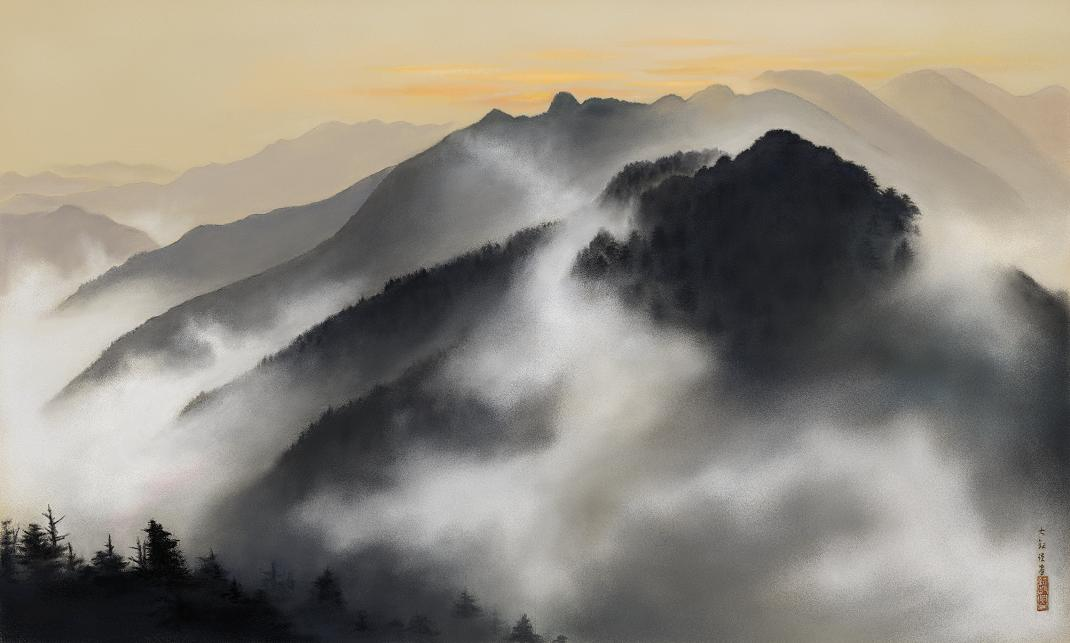
Obraz Taikana Yokoyamy, artysty tworzącego w stylu nihonga

Nihonga oznacza dosłownie „obrazy japońskie” lub „malarstwo (obraz) w stylu japońskim”. Określenie to zaczęło być używane w okresie Meiji, podczas szybkiej modernizacji, a także westernizacji Japonii. Celem twórców sztuki w tym stylu było zarówno zachowanie tradycyjnej sztuki japońskiej (malarstwa i kaligrafii), lecz także stworzenie nowoczesnej tożsamości kulturowej Japończyków. Artyści nihonga odwoływali się do dawnych szkół, zarówno tzw. malarstwa japońskiego, yamato-e, szkoły Rinpa jak i tzw. malarstwa chińskiego, m.in. malarzy szkoły Kanō. Istotnym dla ich twórczości było jednak nie proste powielanie dawnych wzorów, lecz ich adaptacja i rozwinięcie, by dopasować je do zmieniającej się sytuacji społeczno-artystycznej.
Termin ten wszedł do użycia w latach 80. XIX wieku. Przede wszystkim obejmuje obrazy tworzone z użyciem tradycyjnych materiałów i technik: na papierze lub jedwabiu, tuszem lub wodną farbą z naturalnych barwników, w postaci zwojów (pionowych kakemono i poziomych emaki-mono) czy parawanów (byōbu). Szybko zyskał szerokie zastosowanie jako sposób klasyfikacji dzieł sztuki w muzeach, wystawach, konkursach itp..
Do rozwoju stylu nihonga przyczynili się m.in. Ernest Fenollosa, Kakuzō Okakura, Hōgai Kanō, Gahō Hashimoto i Taikan Yokoyama. Fennolosa, wykładowca nauk politycznych i filozofii na Uniwersytecie Tokijskim, występował przeciwko naśladowaniu sztuki zachodniej przez Japończyków, m.in. na spotkaniach klubu Ryūchikai, stowarzyszenia założonego przez grupę wpływowych polityków, którego celem było promowanie tradycyjnej sztuki. Wraz z Okakurą założył stowarzyszenie Kangakai, mające wspierać studia nad sztuką dawną oraz tworzenie nowej, ale zakorzenionej w dawnych wzorach; sztuka ta miała także wybiórczo adaptować pewne techniki zachodnie, np. użycie cieniowania czy perspektywy. Inną instytucją, która stała się centrum ruchu nihonga była akademia sztuk pięknych, Tōkyō Bijutsu Gakkō (obecnie Tokijski Uniwersytet Sztuki), której Fennolosa i Okakura byli współzałożycielami, a Gahō Hashimoto – głównym wykładowcą malarstwa.
Malarze tworzący w nurcie nihonga nie ograniczali się do tematów wyłącznie japońskich, prezentując też np. sceny z historii Chin czy odnoszące się do kultury Indii (jak np. Shikō Imamura czy Taikan Yokoyama). Wpływy tego nurtu sięgały też poza Japonię, np. do jej ówczesnej kolonii, Tajwanu. Wspomniany Yokoyama tworzył tajwańskie pejzaże w tym stylu, uwieczniając panowanie japońskiego imperium, a na lokalnie organizowanych wystawach promowano lokalnych artystów tworzących w podobnej manierze – sędziami w konkursach byli często artyści i krytycy zapraszani bezpośrednio z Japonii. Obecne na wczesnych tajwańskich wystawach malarstwa rozróżnienie na malarstwo w stylu „zachodnim” (seiyōga) i „wschodnim” (tōyōga) starano się zastąpić podziałem na sztukę zachodnią i japońską (nihonga), co bardziej pasowało do imperialnej ideologii w tajwańskiej kolonii.
Rozgraniczenie między malarstwem w „stylu zachodnim” i w „stylu japońskim” nie jest ścisłe ani absolutne. Artyści tworzący z użyciem tradycyjnych technik czerpią z estetyki zachodniej i używanych w tym kręgu sposobów ekspresji artystycznej; „zachodni” malarze japońscy są z reguły głęboko zakorzenieni w rodzimej tradycji artystycznej, nawet jeśli wykorzystują importowane techniki malarskie. Innym czynnikiem zmniejszającym dystans między tymi nurtami jest fakt, że oba funkcjonują w podobnym systemie instytucjonalnym (muzeów, galerii sztuki, krytyki), wywodzącym się z tradycji zachodniej.
W okresie przed II wojną światową malarstwo w „stylu japońskim” stanowiło istotny element polityki kulturalnej władz, zarówno na rynku wewnętrznym (jako ucieleśniające ducha narodowego) jak i na wystawach zagranicznych. Po wojnie jego znaczenie nieco spadło, w szczególności od lat 60. malarstwo nihonga było krytykowane za akademicyzm i nadmierne skupianie się na aspektach technicznych. Szukając przyczyn podupadania tego nurtu, zwraca się uwagę na kwestie organizacji nauczania i rynku sztuki.